# Aïn Témouchent
Aïn Témouchent (em árabe: عين تموشنت) é uma cidade localizada na província de Aïn Témouchent, no noroeste da Argélia. Sua população era de 75 558 habitantes, em 2010.